# منشأة أم خنان
منشأة أم خنان إحدى قرى مركز قويسنا التابع لمحافظة المنوفية في جمهورية مصر العربية.

## السكان
بلغ عدد سكان منشأة أم خنان 2,481 نسمة، حسب الإحصاء الرسمي لعام 2006.